# Premis del Sindicat Nacional de l'Espectacle de 1951
Els onzens Premis Nacionals de Cinematografia concedits pel Sindicat Nacional de l'Espectacle corresponents a 1951 es van concedir el 30 de gener de 1952. Es va concedir únicament a les pel·lícules i no pas al director o als artistes, i es va distingir per la seva dotació econòmica. Es van repartir un total de 2.500.000 pessetes, repartits en un premi de 500.000 pessetes, un de 450.000 pessetes, un de 400.000 pessetes, un de 350.000 pessetes, un de 300.000 pessetes, un altre de 250.000 pessetes i tres de 100.000 pessetes. També es van concedir mencions especials per Alba de América i Parsifal.

## Guardonats de 1951
| Categoria | Premi       | Pel·lícula premiada    | Director                  |
| --------- | ----------- | ---------------------- | ------------------------- |
| 1r. lloc  | 500.000 pts | La señora de Fátima    | Rafael Gil Álvarez        |
| 2n lloc   | 450.000 pts | Catalina de Inglaterra | Arturo Ruiz Castillo      |
| 3r lloc   | 400.000 pts | Surcos                 | José Antonio Nieves Conde |
| 4t lloc   | 350.000 pts | Ronda española         | Ladislao Vajda            |
| 5è lloc   | 300.000 pts | La corona negra        | Luis Saslavsky            |
| 6è lloc   | 250.000 pts | Séptima página         | Ladislao Vajda            |
| 7è lloc   | 100.000 pts | Cerca del cielo        | Domingo Viladomat         |
| 8è lloc   | 100.000 pts | Luna de sangre         | Francesc Rovira Beleta    |
| 9è lloc   | 100.000 pts | Cielo negro            | Manuel Mur Oti            |